# Francesco Della Valle (politico)
Francesco Della Valle (Napoli, 5 settembre 1853 – ...) è stato un giornalista e politico italiano.

## Biografia
Nato da famiglia nobiliare, fu marchese, giornalista e politico, deputato alla Camera dei deputati del Regno d'Italia nella XVI e XVII Legislatura